# 지금은 통화중
《지금은 통화중》(영어: Hanging Up)은 미국에서 제작된 2000년 코미디 드라마 영화이다. 다이앤 키턴이 연출하고 메그 라이언, 리사 쿠드로 등과 함께 출연하였다. 월터 매사우의 마지막 영화 출연작이다. 딜리아 에프런의 동명 소설이 원작이며, 딜리아 에프런이 언니 노라 에프런과 공동 각본을 썼다.

## 출연
- 메그 라이언
- 다이앤 키턴
- 리사 쿠드로
- 월터 매사우
- 애덤 아킨
- 클로리스 리치먼
- 제시 제임스
- 이디 매클러그
- 트레이시 엘리스 로스
- 민디 크리스트
- 실리아 웨스턴

## 기타 제작진
- 공동 제작: 다이애나 퍼코니
- 배역: 리사 비치
- 미술: 발데마르 칼리노프스키
- 의상: 보비 리드

## 우리말 녹음
KBS 성우진 (2004년 2월 1일)
- 김정경 - 아버지 (월터 매사우)
- 송도영 - 이브 (메그 라이언)
- 안경진 - 조지아 (다이앤 키턴)
- 서혜정 - 매디 (리사 쿠드로)
- 오세홍 - 이브 남편 (애덤 아킨)
- 이경자
- 임수아
- 김정미
- 최옥희
- 김혜미
- 서문석
- 오인성
- 소연
- 이현주
- 이주연